# Bobbie Traksel
Bobbie Traksel, né le 3 novembre 1981 à Tiel aux Pays-Bas, est un coureur cycliste néerlandais.

## Biographie
Bobbie Traksel intègre à 16 ans la section junior de l'équipe Rabobank. En 2000, une victoire sur le Tour des Flandres espoirs lui permet de devenir stagiaire au sein de l'équipe professionnelle en fin de saison, puis d'y signer un contrat de deux ans, à seulement 19 ans. Il est alors le plus jeune coureur professionnel de l'histoire du cyclisme néerlandais. Le début de sa première saison est gâchée par une chute au Samyn qui lui brise dix côtes. L'année 2002 est plus fructueuse avec trois succès, dont Veenendaal-Veenendaal.
Il connaît une année 2003 des plus difficiles. Blessé au tendon d'Achille en janvier, il fait son retour en mars, avec une quinzième place sur Kuurne-Bruxelles-Kuurne mais se blesse ensuite au genou. En mai, une chute durant le Tour de Picardie lui cause une déchirure à l'épaule. Enfin, en octobre, souffrant d'une mononucléose infectieuse et d'une toxoplasmose, il doit renoncer à courir jusqu'au mois novembre.
En 2005, il quitte la Rabobank pour l'équipe belge MrBookmaker.com. Cinquième du l'Étoile de Bessèges en début de saison, une chute durant cette épreuve le blesse au genou et le prive de compétition durant le printemps.
En 2006, MrBookmaker.com devient Unibet.com. À nouveau, Traksel est malchanceux : une première chute en février sur l'Étoile de Bessèges lui brise deux orteils, et une seconde en août à l'entraînement lui casse deux côtes et lui fracture l'omoplate. Son contrat n'est pas renouvelé pour la saison suivante. En 2007 avec l'équipe continentale belge Palmans-Cras, il signe un nouveau succès sur l'OZ Wielerweekend.
Passé dans l'équipe continentale P3Transfer - Batavus en 2008, il remporte le classement final des Trois Jours de Flandre-Occidentale. P3Transfer - Batavus devient Vacansoleil en 2009. En 2010 il remporte Kuurne-Bruxelles-Kuurne devant Rick Flens et Ian Stannard.
Après avoir signé un contrat pour la saison 2011 avec l'équipe Pegasus qui ne voit pas le jour, il est engagé par l'équipe belge Landbouwkrediet,. En avril 2011, il tombe à l'entraînement et se fracture la main. En tombant, il se coince un nerf et n'a plus de sensation dans la main. Les médecins ne garantissent pas sa guérison. Cette blessure l'empêche de courir pendant plusieurs mois. Il reprend la compétition en fin de saison. Conservé par Landbouwkrediet, il commence l'année 2012 en se classant seizième du Grand Prix d'ouverture La Marseillaise et du Tour méditerranéen. Il remporte le classement par points de cette course.
En juin 2015, il fait partie des treize cyclistes élus à la Commission des Athlètes au sein de l'UCI. En 2018, il devient directeur de course de la Veenendaal-Veenendaal Classic.

## Palmarès
| - 1998 - Flanders-Europe Classic - 7e étape du Tour de l'Abitibi - 3e du Tour de l'Abitibi - 2000 - Tour des Flandres espoirs - PWZ Zuidenveldtour - 4e étape du Tour du Loir-et-Cher - 2002 - Veenendaal-Veenendaal - 1re étape du Tour de Saxe - 1re étape du Ster Elektrotoer - 2e d'À travers Gendringen - 2004 - Tour du Nord des Pays-Bas (ex aequo avec 21 coureurs) - 2007 - 1re étape des Boucles de la Mayenne - Classement général de l'OZ Wielerweekend - 2e du Tour de Hollande-Septentrionale - 2e du Circuit de Campine - 2e du Grand Prix Criquielion - 2e de l'OZ Wielerweekend - 2e des Boucles de la Mayenne - 3e du Circuit du Pays de Waes | - 2008 - Trois Jours de Flandre-Occidentale : - Classement général - 3e étape - 2e étape du Tour d'Estrémadure - Grand Prix du 1er mai - Prix d'honneur Vic De Bruyne - 4e étape de l'Olympia's Tour - 2e du Circuit du Pays de Waes - 2e du Tour d'Overijssel - 3e du Tour du Groene Hart - 2009 - 3e du Championnat des Flandres - 2010 - Kuurne-Bruxelles-Kuurne - 3e des Trois Jours de Flandre-Occidentale - 3e de la Nokere Koerse |

## Classements mondiaux
| Année           | 2005 | 2006 | 2007 | 2008 | 2009 | 2010 | 2011 | 2012 | 2013  |
| --------------- | ---- | ---- | ---- | ---- | ---- | ---- | ---- | ---- | ----- |
| UCI Asia Tour   |      |      |      |      |      |      |      | 164e |       |
| UCI Europe Tour | 423e |      | 79e  | 10e  | 112e | 76e  | 973e | 493e | 1000e |

## Distinctions
- Cycliste espoirs néerlandais de l'année : 2002